# Alstroemeria caryophyllaea
Alstroemeria caryophyllaea es una especie fanerógama, herbácea, perenne y rizomatosa perteneciente a la familia de las alstroemeriáceas. Es endémica de Brasil, en particular en el sureste del país. Es un geófito tuberoso y crece principalmente en el bioma subtropical.

## Taxonomía
Alstroemeria caryophyllaea fue descrita por Nikolaus Joseph von Jacquin, y publicado en 1804 en el Pl. Hort. Schoenbr. 4: 33, t. 465.
Etimología
Alstroemeria: nombre genérico que fue nombrado en honor del botánico sueco barón Clas Alströmer (Claus von Alstroemer) por su amigo Carlos Linneo.
caryophyllaea: epíteto latino que hace referencia al género del clavo caryophyllus.